# Меттью Даддаріо
Меттью Даддаріо (англ. Matthew Daddario; нар. 1 жовтня 1987, Нью-Йорк, США) — американський актор.

## Біографія
Народився в Нью-Йорку, США в родині юристів Річарда та Крістіни Даддаріо. Має старшу сестру Александру, яка також акторка та молодшу — Кетрін. Після навчання у нью-йоркській школі вступив на факультет бізнесу в Індіанський університет в Блумінгтоні, який закінчив 2010 року.

## Кар'єра
2013 року вийшла романтична драма «Повними грудьми» у ній Даддаріо дебютував як кіноактор. У тому ж році він зіграв у комедії з Вінсом Воном «Татусь із доставкою» та в трилері «36 святих» виконав роль коханого Ів (Брітні Олдфорд). Потім актор зіграв у комедії «Дорослішання та інша брехня», спортивній драмі «Гра на висоті» про легендарного американського футбольного тренера Боба Ладусера (Джеймс Кевізел).
2015 року випустили романтичний фільм «Ті, кого не можна цілувати». Того ж року приєднався до основного акторського складу серіалу «Сутінкові мисливці».

## Фільмографія

### Фільми
| Рік  | Назва                         | Оригінальна назва            | Роль          | Примітки |
| ---- | ----------------------------- | ---------------------------- | ------------- | -------- |
| 2013 | «Повними грудьми»             | Breathe In                   | Аарон         |          |
| 2013 | «36 святих»                   | 36 Saints                    | Себастіан     |          |
| 2013 | «Татусь із доставкою»         | Delivery Man                 | Ченнінг       |          |
| 2014 | «Дорослішання та інша брехня» | Growing Up and Other Lies    | Пітер         |          |
| 2014 | «Гра на висоті»               | When the Game Stands Tall    | Денні Ладусер |          |
| 2015 | «Ті, кого не можна цілувати»  | Naomi and Ely's No Kiss List | Габріель      |          |
| 2016 | «Лихоманка»                   | Cabin Fever                  | Джефф         |          |

### Серіали
| Рік       | Назва                 | Оригінальна назва | Роль                     | Примітки                 |
| --------- | --------------------- | ----------------- | ------------------------ | ------------------------ |
| 2016—2019 | «Сутінкові мисливці»  | Shadowhunters     | Александр Гідеон Лайтвуд | 55 епізодів              |
| 2021      | «Чому жінки вбивають» | Why Women Kill    | Скутер                   | 10 епізодів              |
| 2023      | «Блакитна кров»       | Blue Bloods       | Джон ДіП'єро             | Епізод: «Family Matters» |